# Dance and Love Selection Vol. 2
Dance And Love Selection Vol. 2 è una compilation del dj Gabry Ponte disponibile dal 25 maggio 2010 che raccoglie tutti gli ultimi lavori della Dance And Love, una nuova casa discografica fondata dallo stesso Gabry Ponte.
I brani che compongono la compilation sono 15.

## Tracce
1. Gabry Ponte vs Spoonface - Love To Party (Paki & Jaro Yellow Mix)
2. Paki & Jaro - It's A Fine Day (Extended Version)
3. I Tamarri - Panico Paura
4. Mastiksoul feat. Marta Carlim - Baila Bonito (Radio Edit)
5. Julissa Veloz - Take Control (Sted & Hybrid Heights Mix)
6. Matteo Madde' feat. Jean Diarra vs Gabry Ponte - Fire (Gabry Ponte Remix)
7. Paolo Noise feat. Danti - Vedo Cose Che Gli Altri Non Vedono (Radio Edit)
8. Kidda - Strong Together (Goldsylver Remix)
9. La Miss - Something I Should Know (Gabry Ponte Summer Mix)
10. Gabry Ponte, Cristian Marchi & Sergio D'Angelo feat. Andrea Love - Don't Let Me Be Misunderstood (Cristian Marchi Perfect Mix)
11. Fabietto Cataneo feat. Lady Trisha - In The Beach (Gabry Ponte vs Ivan B Remix)
12. Phaxo - Children Of Africa (DeepSwing's In Ibiza Vocal Remix)
13. Gigi Soriani & Marcolino feat. Cees - No Problem (Original Radio Edit)
14. B.O.S. feat Dot Comma - Hold Out (Paki & Jaro Radio Remix)
15. Eiffel 65 - Move Your Body 2010 (Gabry Ponte Rework Extended Remix)